# Syzygium caudatum
Syzygium caudatum là một loài thực vật có hoa trong Họ Đào kim nương. Loài này được (Merr.) Airy Shaw miêu tả khoa học đầu tiên năm 1949.